# Christian Benjamin Klein
Christian Benjamin Klein (* 14. Mai 1754 in Kunzendorf in Herzogtum Schweidnitz; † 17. September 1825 in Schmiedeberg) war ein deutscher Organist und Kantor. 

## Leben
Kleins Vater Carl Klein war ein Leinenhändler. Seit 1765 besuchte Klein die Bürgerschule in Landeshut und erhielt dort Musikunterricht bei Kantor Gebauer, „durch den er besonders, wie er oft sagte, die Würde des Kirchenstyls kennen lernte und dann die Werke der beiden Bache [wahrscheinlich Joh. Seb. Bachs des Vaters und seines Sohnes Philipp Emanuel] sorgfältig studirte“. Es entstanden die ersten kleineren eigenen Kompositionen. 1774 kam Klein ans Lyzeum in Jauer und wurde dort Chorpräfekt. 1775 wurde er in der evangelischen Kirche in Schweidnitz „Signator“ (Singmeister des Choralgesangs) unter Kantor Gottlieb Rohleder. In Schmiedeberg wurde er 1778 als Lehrer angestellt, wo er ab 1780 als Kantor und Organist tätig war. Von seinen schulischen Verpflichtungen wurde er etwa 1819 befreit. Reisen führten ihn u. a. zu David Traugott Nicolai (1733–1799) nach Görlitz, Johann Adam Hiller nach Leipzig und Carl Friedrich Zelter nach Berlin. 
Klein durfte 1815 mit Einwilligung der preußischen Regierung ein Bildungsinstitut für Organisten gründen. Einen Teil seines von seiner ersten Ehefrau geerbten Vermögens verwendete er für eine Erweiterung der 1764 fertiggestellten Orgel der evangelischen Kirche in Schmiedeberg; sie wurde von den Orgelbauern Michael Engler der Jüngere und dessen Sohn Gottlieb Benjamin Engler geschaffen. 
Als Improvisator auf der Orgel war Klein sehr geschätzt und über seinen Wirkungsraum hinaus bekannt. Besonders die Choralbegleitung und die Improvisation von Orgeltrios sollen zu seinen Stärken gehört haben.

## Leistungen
„Er schaffte sich nicht nur nach und nach alle damaligen guten theoretischen Werke von Marpurg, Kirnberger, Albrechtsberger, Türck etc. an, sondern er suchte sich auch durch das damals mit der Breitkopfischen Handlung in Leipzig verbundene Noten=Abschreibeinstitut eine Menge Abschriften, besonders italienische Kirchenmusiken zu verschaffen, wozu ihm einige jährlich nach Leipzig zur Messe reisende, die Kunst auch liebende Kaufleute auf eine sehr freundliche Weise behülflich waren. So gelangte Klein nach und nach zu einer ausgezeichnet schönen werthvollen musikalischen Bibliothek, welche man weit und breit vergeblich suchte“.
Kleins umfangreiche musikalische Bibliothek, die hauptsächlich aus Partituren geistlicher und weltlicher Vokalwerke (u. a. von C. H. Graun, Hasse, Händel, Homilius und Rolle) sowie viel Orgel- und Klaviermusik und etlichen theoretischen Bänden bestand, gelangte durch Vermittlung des Bonner Musikdirektors Heinrich Carl Breidenstein im Jahre 1829 (vermutlich vollständig) an die Universitätsbibliothek Bonn. 
Ein kleinerer Bestand an Musikalien, der von Kleins letztem Schüler Carl Theodor Hahn überliefert wurde, befindet sich heute im Bach-Archiv Leipzig.